# ファンキーモンキーベイビーズ (アルバム)
『ファンキーモンキーベイビーズ』は、FUNKY MONKEY BABYSの初のアルバム。2006年7月19日にドリーミュージックより発売。

## 概要
- シングル「恋の片道切符」、「そのまんま東へ」、「ALWAYS」を含む全13曲を収録。
- ジャケットはメンバーのDJケミカルを起用している。
- このジャケットで売れなければクビにすると、DJケミカルは、ファンキー加藤に念を押されていた。

## 収録曲
- 全作詞・作曲：FUNKY MONKEY BABYS

1. 恋の片道切符 (4:36)
編曲：NAOKI-T
2ndシングル
2. そのまんま東へ (4:35)
編曲：NAOKI-T
1stシングル
3. 西日と影法師 (4:11)
編曲：NAOKI-T
3rdシングルのカップリング
4. GO! GO! ライダー (3:28)
編曲：NAOKI-T
2ndシングルのカップリング
テレビ朝日系アニメ『THE FROGMAN SHOW』オープニングテーマ
5. ALWAYS (4:20)
編曲：NAOKI-T
3rdシングル
6. One (4:18)
編曲：NAOKI-T
7. 笑顔 (4:33)
編曲：NAOKI-T
1stシングルのカップリング
8. Oh my lady (3:39)
編曲：NAOKI-T
9. ろくでなしCRUISE [album version] (3:34)
編曲：DJ TATSUTA
10. オレオレRAP (3:37)
編曲：DJ TAKI-SHIT
11. 勝負パンツ (4:41)
編曲：DJ TAKI-SHIT
12. B・W・H (3:39)
編曲：DJ TAKI-SHIT
13. チェケラッチョ (2:07)
編曲：DJ TATSUTA